# Yvoire
Yvoire är en kommun och ort i departementet Haute-Savoie i regionen Auvergne-Rhône-Alpes i sydöstra Frankrike, vid Genèvesjön. Kommunen ligger i kantonen Douvaine som tillhör arrondissementet Thonon-les-Bains. År 2022 hade kommunen 1 052 invånare.

## Befolkningsutveckling
Antalet invånare i kommunen Yvoire
| Referens: INSEE |